# جيم كالدويل (لاعب كرة قدم أمريكية)
جيم كالدويل (بالإنجليزية: Jim Caldwell)‏ هو لاعب كرة قدم أمريكية أمريكي، ولد في 16 يناير 1955 في ويسكونسن في الولايات المتحدة.

## وصلات خارجية
- جيم كالدويل على موقع إن إن دي بي (الإنجليزية)